# نپومیریتسه
نپومیریتسه (به چکی: Nepoměřice) یک منطقهٔ مسکونی در جمهوری چک است که در ناحیه کوتنا هورا واقع شده‌است.